# Bolotana
Bolotana es una localidad italiana de la provincia de Nuoro, región de Cerdeña. Tiene una población estimada, a fines de octubre de 2021, de 2403 habitantes.

## Evolución demográfica
| Gráfica de evolución demográfica de Bolotana entre 1861 y 2021 |
|                                                                |
| Fuente ISTAT - elaboración gráfica de Wikipedia                |